# Словообразование в иврите
Как и у других семитских языков, ивритское словообразование образует слова не только префиксацией и суффиксацией, но также используют внутреннюю флексию на основе корней из определённого количества согласных (в основном встречаются 3-буквенные согласные, но встречаются и 4-буквенные, и даже 5-буквенные) и чередования огласовок между его согласными.
В отличие от постсоветской школьной традиции, в Израиле обычно слабо различают имена существительные, прилагательные и наречия, объединяя их в категорию имени.

## Имя
Ивритская категория имени включают в себя имена существительные, прилагательные и наречия.
Имя образуется 5 методами:
1. Корень и гласные (мишкаль).
2. Основа с суффиксом.
3. Словослияние.
4. Аббревиатуры.
5. Заимствование из иностранного языка.

### Корень и гласные (мишкаль)
Самый распространённый метод словообразования. Идея заключается в том, чтобы между согласными корня чередовать между собой огласовки, такие как гласные и удвоения. Примеры: ס.פ.ר + פֵעֶל = סֵפְר («книга»); ס.פ.ר + פוֹעֵל = סוֹפֵר («писатель»), ח.ל.מ + פְעוֹל = חֲלוֹם («сон; мечта»).
Также в словообразовании используются приставки и суффиксы, являющихся частью мишкаля.

## Вторичный корень
В некоторых случаях можно образовать от уже существующего слова новые корни, от которых, в свою очередь, образуются новые слова. В иврите это являние называется שורש תנייני‎ Shóresh tinyaní.

##### Примеры
| Исходный корень            | Слово                               | Производный корень | Пример слова                      |
| -------------------------- | ----------------------------------- | ------------------ | --------------------------------- |
| ק.צ.ע                      | מקצוע (профессия, школьный предмет) | מ.ק.צ.ע            | התמקצע                            |
| ר.ג.ל (обычный, привычный) | תרגיל (упражнение)                  | ת.ר.ג.ל            | תרגל (упражнял, делал упражнения) |
| קצב (темп, мясник)         | תקציב (бюджет)                      | ת.ק.צ.ב            | תקצב (финансировал)               |